# 대한민국 개요
대한민국 소개를 위해 정리한 개요이다.

대한민국의 위치

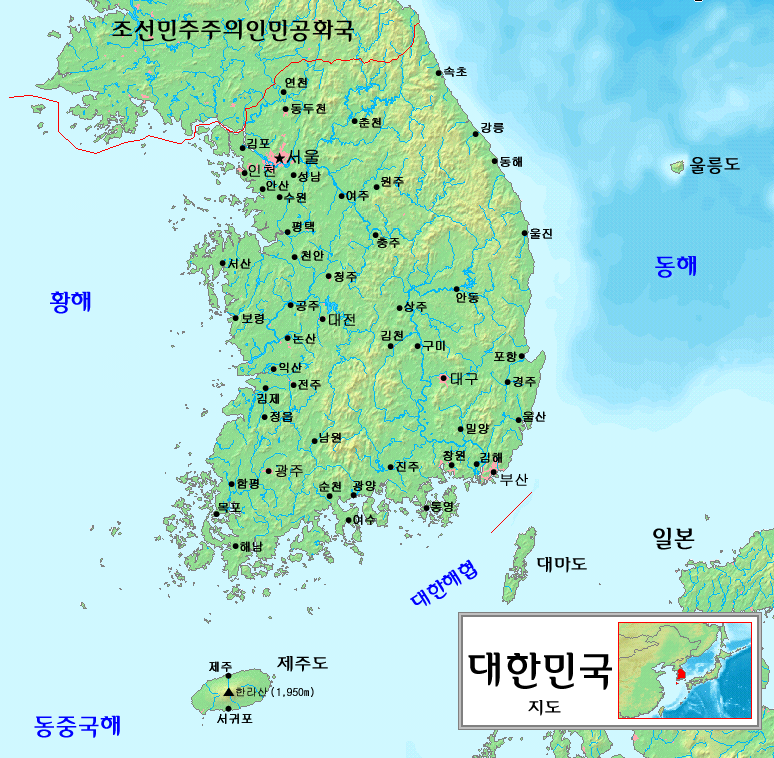
대한민국 지도

대한민국은 동아시아의 한반도에 위치한 대통령제 공화국이다. 서쪽으로 중화인민공화국, 동쪽으로 일본에 접해 있으며, 북쪽으로 조선민주주의인민공화국과 닿아 있다. 수도이자 최대 도시는 서울특별시이다. 1948년에 대한민국이 수립되었다. 대한민국은 이후 미국과의 동맹을 유지하며 성공적으로 민주주의를 발전시켰다.
대한민국은 1960년대부터 1980년대까지 세계에서 가장 빠른 경제 성장을 이룬 국가들 중 하나이며 선진국으로 여겨지고 있다. 대한민국은 G20과 경제협력개발기구의 회원국이다. 조선민주주의인민공화국과의 긴장 상태로 인해, 대한민국은 세계 6위의 군사 대국이며 세계 10위의 국방비를 지출하고 있다. 대한민국의 산업은 과학과 기술 분야에 집중되어 있다. 기반 시설과 대규모 가족 기업이 주도하는 반도체, 액정 디스플레이, 컴퓨터, 휴대 전화 등의 정보기술이 발달해 있다. 대한민국의 경제는 건설, 공학, 기계, 로봇공학, 생명공학기술, 석유화학 분야에 집중되어 있다.

## 기본 정보
- 통상 자칭 지명: 한국(韓國)
- 공식 국호: 대한민국(大韓民國)
- 한국의 나라 이름
- ISO 국가 표준: KR, KOR, 410
- ISO 지역 표준: ISO 3166-2:KR
- 국가 코드 최상위 도메인: .kr

## 대한민국의 지리
- 위치:
  - 북반구, 동반구
    - 아시아
      - 동아시아
        - 한반도

  - 시간대: 한국 표준시(UTC+09)
  - 대한민국의 극점
    - 최고점: 한라산 1,950m
    - 최저점: 동해와 황해 0m

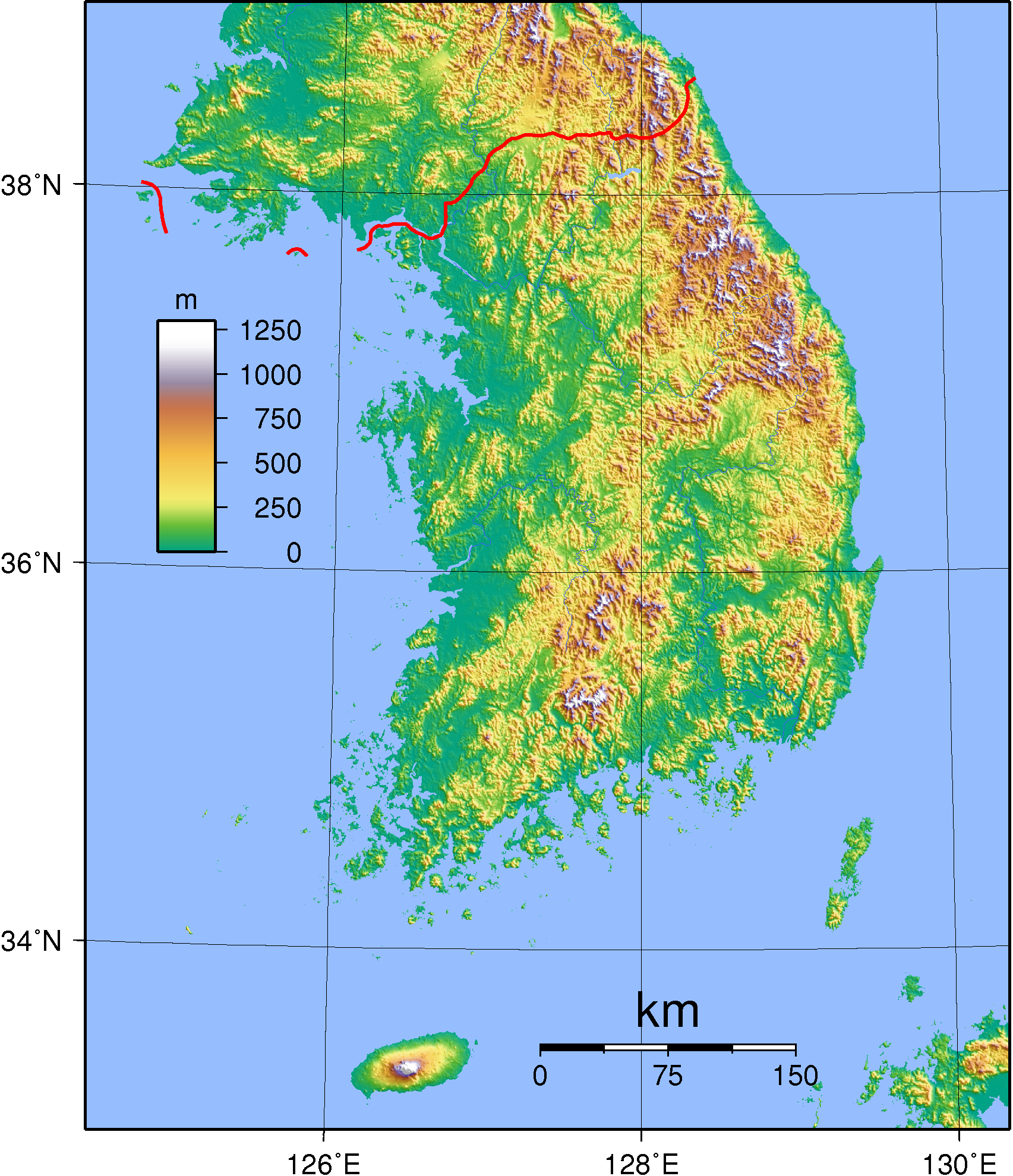
대한민국 지형도

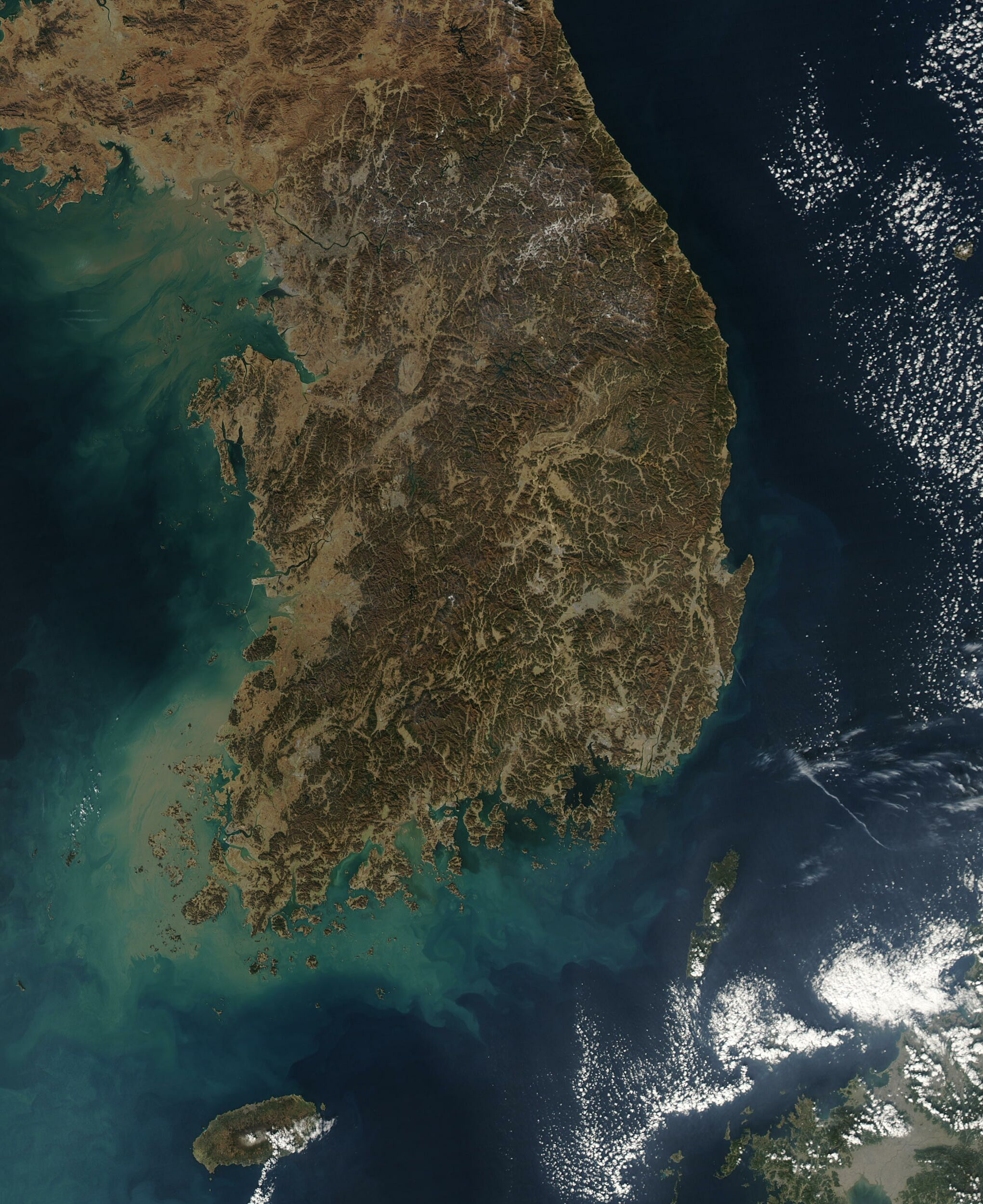
대한민국 위성 사진

  - 지상 국경:  조선민주주의인민공화국 (한반도 군사 분계선) 238km
  - 해안선: 2,413km
- 대한민국의 인구: 50,004,441명
- 대한민국의 영토: 100,032km2 - 세계 25위
- 대한민국의 국립공원

### 대한민국의 지형
- 대한민국의 폭포 목록
- 한국의 강
- 한국의 산 목록
- 한국의 섬 목록
- 한국의 호수 목록

### 대한민국의 지역
- 한국의 지방 구분

### 대한민국의 행정 구역
- 한국의 행정 구역

### 대한민국의 도시
- 대한민국의 설치순 도시 목록
  - 대한민국의 수도: 서울특별시

## 대한민국의 정치
- 대한민국의 수도: 서울특별시
- 대한민국의 선거
- 대한민국의 정당
- 대한민국 정부

### 행정부
- 국가원수 겸 정부수반: 윤석열 대통령
- 국무총리: 한덕수
- 국무회의

### 입법부
- 국회의장: 김진표

### 사법부
- 대법원장: 김명수
- 헌법재판소장: 유남석

### 대한민국의 대외 관계
- 대한민국의 재외공관 목록
- 대한민국 주재 외국공관 목록
- 남북 관계

#### 대한민국이 가입한 국제 기구
대한민국은 다음 국제 기구들의 회원국이다:
- 경제협력개발기구
- 국제 개발 협회
- 국제결제은행
- 국제 금융 공사
- 국제 노동 기구
- 국제노동조합연합
- 국제 농업 개발 기금
- 국제 민간 항공 기구
- 국제부흥개발은행
- 국제 상업 회의소
- 국제 수로 기구
- 국제 에너지 기구
- 국제 올림픽 위원회
- 국제 원자력 기구
- 국제 의회 연맹
- 국제이주기구
- 국제 적십자사·적신월사 연맹
- 국제 적십자·적신월 운동
- 국제전기통신연합
- 국제 통화 기금
- 국제 표준화 기구
- 국제해사기구
- 국제형사경찰기구
- 국제형사재판소
- 남아시아 지역 협력 연합 (참관국)
- 다자간 투자 보증 기구
- 동남아시아 국가 연합 (아세안+3)
- 동아시아 정상회의
- 라틴 아메리카 통합 연합
- 만국 우편 연합
- 미주개발은행
- 미주 기구 (참관국)
- 상설중재재판소
- 세계 관광 기구
- 세계 관세 기구
- 세계 기상 기구
- 세계노동연합
- 세계노동조합연맹
- 세계무역기구
- 세계보건기구
- 세계 지식 재산권 기구
- 식량 농업 기구
- 아시아 개발 은행
- 아시아 태평양 경제협력체
- 아프리카 개발 은행
- 오스트레일리아 그룹
- 유럽 안보 협력 기구 (협력국)
- 유럽 부흥 개발 은행
- 유네스코
- 유엔
- 유엔 난민 기구
- 유엔 무역 개발 회의
- 유엔 산업 개발 기구
- 유엔 수단 임무단
- G20
- 콜롬보 계획
- 태평양 제도 포럼 (협력국)
- 화학 무기 금지 기구

### 대한민국의 법률과 제도
- 대한민국 헌법
- 대한민국의 사형제
- 대한민국의 인권
  - 대한민국의 성소수자 권리
- 대한민국의 경찰

### 대한민국의 군사
- 통수권자: 이재명
- 대한민국 국방부
- 대한민국 육군
- 대한민국 해군
  - 대한민국 해병대
- 대한민국 공군

## 대한민국의 역사
- 한국사 연표

## 대한민국의 문화
- 대한민국의 국기
- 대한민국의 국장
- 대한민국의 국가
- 대한민국의 세계유산
- 대한민국의 성매매

### 대한민국의 예술
- 대한민국의 영화
- 대한민국의 음악
- 한국의 미술

### 대한민국의 언어
- 한국어

### 한국인
- 한민족

### 대한민국의 종교
- 대한민국의 이슬람교
- 한국의 불교
- 한국의 기독교

### 대한민국의 스포츠
- 대한민국의 축구
- 올림픽 대한민국 선수단

## 대한민국의 경제와 산업
- 통화: 대한민국 원
  - ISO 4217: KRW
- 한국은행
- 한국거래소
- 대한민국의 기업 목록
- 대한민국의 에너지
- 대한민국의 농업
- 대한민국의 통신업
- 대한민국의 인터넷
- 대한민국의 관광
- 대한민국의 교통
  - 대한민국의 공항
  - 대한민국의 철도
  - 대한민국의 도로

## 같이 보기
- 대한민국
- 대한민국의 대통령